# Amie Venter
Pour les articles homonymes, voir Venter (homonymie).
Abraham Adriaan (Amie) Venter, né le 11 mars 1937 et mort le 4 juillet 2012 à Klerksdorp en Afrique du Sud, est un homme politique sud-africain, membre du parti national, membre de la chambre de l'assemblée du parlement pour la circonscription de Klerksdorp (1974-1994) et membre du gouvernement PW Botha et du gouvernement de Klerk. 
Chef du parti national (1994-1997) et du Nouveau Parti national (1998-2005) pour la province du Nord-Ouest, vice-président provincial de l'alliance démocratique (2000-2001), Venter est membre de l'Assemblée législative de la province du Nord-Ouest (1994-2004), membre du cabinet exécutif de Popo Molefe (1994-1996) et président du Comité permanent des comptes publics (1999-2004).

## Biographie
Amie Venter est le fils de Abraham Adriaan Venter, ancien président du Conseil de l'Université de Potchefstroom, et de son épouse Hester Snyman. 
Après ses études de droit, Amie Venter devient avocat. Il mène aussi une carrière politique au sein du parti national et est élu à la chambre de l'assemblée du parlement lors des élections générales sud-africaines de 1974 à l'ancien siège de Petrus Cornelius Pelser. Il préside le parti national du Transvaal-occidental et devient ministre-adjoint à l'industrie en 1982 avant de devenir en 1984 ministre-adjoint au commerce et au tourisme. 
En 1984, il est promu à des fonctions ministérielles en tant que ministre des travaux, du logement et de l'administration locale relevant de la chambre de l'assemblée du parlement (chambre du parlement chargé des affaires concernant les blancs d'Afrique du Sud);
En 1989, il est promu au sein du gouvernement de Klerk aux postes de ministre du budget et des collectivités territoriales. 
Apprécié pour être mesuré, il s'implique dans les institutions politiques de la nouvelle province du nord-ouest après les élections générales sud-africaines de 1994. 
Membre du parlement provincial, il coopère avec le nouvel exécutif dirigé par le congrès national africain dans lequel il est chargé du tourisme et de l'environnement (1994-1996). Brièvement membre de l'alliance démocratique, il reste finalement fidèle au nouveau parti national (NNP) et à sa volonté de soutenir le congrès national africain dans ses exécutifs locaux. 
Non réélu lors des élections de 2004, Venter est membre du conseil consultatif économique du premier ministre du Nord-Ouest jusqu'en 2009.

## Sources
- (af) Nécrologie, Volksblad, juillet 2012
- (en) Notice biographique
- (en) Profil